# Ian Ogilvy
Ian Raymond Ogilvy (Woking, Surrey, 30 september 1943) is een Engels schrijver en film- en televisieacteur.
Hij is een zoon van de reclameman Francis Ogilvy (de broer van de reclameman David Ogilvy) en actrice Aileen Raymond (die eerder getrouwd was met John Mills).
Hij werd opgeleid bij Eton College en aan de Royal Academy of Dramatic Art. Hij is vooral bekend als de ster van de tv-serie in 1978-1979 Return of the Saint, waarin hij de rol van Simon Templar speelt, de rol die Roger Moore speelde in 1962-1969. De rol werd beschouwd als een toonaangevende mededinger voor de overname van de rol van James Bond in de vroege jaren 1980, toen Moore zijn voornemen aankondigde om de rol te verlaten. Ten minste eenmaal, in een aflevering van Kung Fu: The Legend Continues, Dragon's Wing II, speelde Ogilvy een Britse James Bondachtige agent, compleet met witte smoking.
Bovendien begon hij een serie van lezingen van Ian Flemings James Bondromans in de vroege jaren 1980, die zijn uitgebracht op audiocassettes.
Hij heeft een lange reeks van optredens in film, televisie en theater op zijn naam staan, waaronder een aantal afleveringen in de befaamde serie Upstairs, Downstairs. Zie verder de filmografie. Hij heeft rollen in meer dan 100 televisieshows, vaak in de vorm als gastster.
Ogilvy is ook toneelschrijver en romanschrijver. Hij schreef Measle And The Wrathmonk, Measle And The Dragodon, Measle And The Mallockee, Measle And The Slitherghoul en Measle and the Doompit. De boeken zijn vertaald in ten minste vijftien talen. Hij schreef ook de romans Losse Chippings en The Polkerton Giant en de toneelstukken A light Hangover (uitgegeven door Samuel Frence) en Swap.

## Geselecteerde filmografie
| Jaar       | Titel                              | Rol                    |
| ---------- | ---------------------------------- | ---------------------- |
| 1966       | The She Beast                      | Philip                 |
| 1967       | Stranger in the House              | Desmond Flower         |
| 1967       | The Sorcerers                      | Mike Roscoe            |
| 1967       | The Day the Fish Came Out          | Peter                  |
| 1968       | Witchfinder General                | Richard Marshall       |
| 1970       | Wuthering Heights                  | Edgar Linton           |
| 1970       | The Invincible Six                 | Ronald                 |
| 1970       | Waterloo                           | William Howe De Lancey |
| 1973       | No Sex Please, We're British       | David Hunter           |
| 1973       | And Now the Screaming Starts!      | Charles Fengriffen     |
| 1974       | From Beyond the Grave              | William Seaton         |
| 1975       | Moll Flanders                      | Humphrey Oliver        |
| 1992       | Death Becomes Her                  | Chagall                |
| 1994, 1997 | Diagnosis Murder (tv-serie)        | Lyle Fairbanks         |
| 1994       | Puppet Master 5: The Final Chapter | Dr. Jennings           |
| 1999       | Fugitive Mind                      | Dr. Grace              |
| 2009       | My Life in Ruins                   | Stewart Tullen         |
| 2014       | We Still Kill the Old Way          | Richie Archer          |
| 2017       | The Saint                          | De maker               |